# 逗子線
逗子線（日语：／ Zushi sen */?）是一條連結日本神奈川縣橫濱市金澤區金澤八景站與神奈川縣逗子市逗子·葉山站，屬於京濱急行電鐵（京急）的鐵路線。車站編號使用的路線記號為KK。

## 路線資料
- 路線距離：5.9公里
- 軌距：1435毫米（金澤八景－神武寺段的上行線附設綜合車輛製作所横濱事業所（舊東急車輛製造橫濱製作所）起至JR逗子站為止的回廠線，設有1435毫米與1067毫米的三軌鐵路）
- 站數：4個（包括起終點站）
- 複線路段：全線（然而逗子·葉山站構內為單線）
- 電氣化路段：全線（直流1500V）
- 閉塞方式：自動閉塞式
- 保安裝置：C-ATS
- 最高速度：100公里/小時

## 運行形態

### 現行的列車種別

#### 普通
早上（6時至6時半左右）及深夜（星期六及公眾假期在金澤八景約21時54分開出最後一班車）是由金澤八景及新逗子之間折返，在其他行車時間、本線由橫濱直通該站。

### 過去的列車種別

#### 特急
是京急川崎 - 新逗子間運行的主要列車種別，也為京急本線內神奈川縣內的速達種別、於1999年7月31日的時刻表改正中廢除。早上繁忙時間往青砥・高砂（週六及假日只往品川）及北總線的速達列車、日中新逗子 - 金澤文庫的區間列車和本線直達快車的交替駕駛、繁忙時間直通本線的特急之班距為10分鐘。
特急列車在逗子線內為各站停車。

### 臨時列車

#### 遠足特急
1952年3月至1965年，針對假日遠足人士，改名「油壺」、「鷹取」等列車名，主要在逗子海岸至品川來回。

### 直通
都營淺草線直通
新逗子發 至 淺草線押上、京成線青砥。

## 历史
- 1930年（昭和5年）4月1日 連接金澤八景站 - 湘南逗子站間之湘南電氣鐵道標準軌(1435mm)路線開業。
- 1931年（昭和6年）4月1日 金澤八景站 - 湘南逗子站間的神武寺站開業。路線增長0.4 km，設湘南逗子站葉山口開設。湘南逗子站改名為湘南逗子站沼間口。
- 1941年（昭和16年）11月1日 併入京濱電氣鐵道。
- 1942年（昭和17年）
  - 5月1日 併入東京橫濱電鐵。
  - 9月1日 湘南逗子站葉山口封閉。路線縮短至湘南逗子站沼間口。
- 1943年（昭和18年）
  - 2月15日 設於金澤八景站 - 神武寺站間海軍關係人員專用站六浦荘仮站開業。
  - 10月15日 金澤八景站 - 湘南逗子站沼間口間改為單線。
- 1944年（昭和19年）9月1日 神武寺站遷移至現時位置。
- 1948年（昭和23年）
  - 6月1日 東京急行電鐵的第二會社京濱急行電鐵株式會社成立、本線為其中一員。
  - 7月3日 湘南逗子站葉山口再度使用。沼間口改稱京濱逗子站。
  - 8月16日 金澤八景站 - 神武寺站間再度複線化。
  - 9月6日 開始橫濱站 - 逗子海岸站間的直通運轉。
- 1949年（昭和24年）
  - 3月1日 六浦莊臨時車站改由六浦站現時所在地通車。
  - 7月10日 開始品川站 - 逗子海岸站間的直通運轉。
- 1950年（昭和25年）7月1日 增設品川站 - 逗子海岸站間的直通急行。
- 1952年（昭和27年）
  - 6月24日 神武寺站 - 湘南逗子站間再度改為複線。
  - 7月6日 增設品川站 - 逗子海岸站間的直通特急。
- 1958年（昭和33年）6月 湘南逗子站 - 逗子海岸站間改為複線。
- 1963年（昭和38年）11月1日 湘南逗子站改稱京濱逗子站。
- 1969年（昭和44年）12月9日 ATS設置。
- 1974年（昭和49年）
  - 2月10日 開始使用誘導式列車無線。
  - 6月30日 品川站 - 逗子海岸站間特急被中止。
- 1976年（昭和51年）6月10日 於平日早上的繁忙時間開設三班由逗子海岸站發車、直通都營淺草線的急行。
- 1985年（昭和60年）3月2日 京濱逗子站及逗子海岸站合併為新逗子站，新站設於兩站之中間點。現在逗子線全長5.9公里。
- 1995年（平成7年）6月20日 所有列車全天打開車頭燈運轉。車内燈也全日開著。
- 1999年（平成11年）7月31日 取消急行列車，同時特急電車運轉（平日早上來回三班）を開始。
- 2009年（平成21年）2月14日 更新保安裝置為C-ATS。
- 2010年(平成22年) 5月16日 急行列車停靠逗子線所有車站。
- 2020年（令和2年）3月14日 新逗子站更名為逗子·葉山站。

## 車站列表
所有列車停靠所有車站，因此省略不同列車種類的停車站。全線均位於神奈川縣。2010年10月21日起，六浦－神武寺2.8公里的路段為京急線最長的站間距離。
| 車站編號 | 中文站名  | 日文站名 | 英文站名 | 營業距離 | 通算營業距離 | 通算營業距離 | 接續路線 | 所在地        |
| 車站編號 | 中文站名  | 日文站名 | 英文站名 | 營業距離 | 金澤八景起計 | 品川起計     | 接續路線 | 所在地        |
| -------- | --------- | -------- | -------- | -------- | ------------ | ------------ | --- | ------------- |
| KK50     | 金澤八景  |          |          | -        | 0.0          | 40.9         | 京濱急行電鐵： 本線（品川方向直通運行） 橫濱海岸線：金澤海岸線（14）                                                            | 橫濱市 金澤區 |
| KK51     | 六浦      |          |          | 1.3      | 1.3          | 42.2         | | 橫濱市 金澤區 |
| KK52     | 神武寺    |          |          | 2.8      | 4.1          | 45.0         | | 逗子市        |
| KK53     | 逗子·葉山 |          |          | 1.8      | 5.9          | 46.8         | 東日本旅客鐵道： 橫須賀·總武快速線（JO06）、 湘南新宿線（JS06）（逗子：JO06） 逗子·叶山站與逗子站之間只限定期券可進行連絡運輸。 | 逗子市        |

## 關連項目
- 日本鐵路線列表

## 外部連結
- 京濱急行:電車情報 路線圖